# الحملة العالمية للتعليم
الحملة العالمية للتعليم (GCE) هي منظمة غير حكومية وحركة مجتمع مدني تعمل على تعزيز التعليم والدفاع عنه كحق إنساني أساسي. وتنادي الحملة على المستوى الدولي والإقليمي والوطني للضغط على الحكومات والمجتمع الدولي لإعطاء حق لكل فرد في التعليم العام المجاني والجيد. وتأسست حركة الحملة العالمية للتعليم في عام 1999، وذلك في سياق الإعداد لمنتدى التعليم العالمي في داكار، لتوفير منصة لتوحيد وتنسيق أصوات المجتمع المدني فيما يتعلق بالخطة العالمية للتعليم. ومنذ ذلك الحين، نمت الحركة العالمية للتعليم بشكل ملحوظ، ولا سيما من خلال توسيع وتوحيد تحالفات المجتمع المدني في شتى بقاع العالم، وتمثل الحملة العالمية للتعليم حاليا أكثر من 100 ائتلاف/تحالف تعليمي وطني وإقليمي ومنظمات دولية. ويتشكل أعضائها من مجموعة كبيرة ومتنوعة من منظمات المجتمع المدني الوطنية والإقليمية والدولية، ومنظمات المعلمين، وروابط الآباء، والمجموعة النسائية، ومنظمة المعوقين، وجماعات الشباب والطلاب، والمؤسسات الأكاديمية أو البحثية، والناشطين في مجال حقوق الطفل. ويضم هذا التحالف الآلاف من منظمات المجتمع المدني التي تمثل الملايين من الأفراد في جميع أنحاء العالم. وكل منها مستقل بذاته ويوحدهم الالتزام بالحق في التعليم، وتحقيق التغيير من خلال حشد المواطنين والمجتمع المدني.

## روابط خارجية
- الحملة العالمية للتعليم, الموقع الرسمي.